# القنب الهندي في الأردن
القنب الهندي في الأردن (يعرف بالإسم الشائع الماريجوانا) مادة مخدرة تستخرج من نبات القنب الهندي. يعتبر تعاطي هذه المادة وتداولها والتجارة بها غير قانوني في الأردن. حيث نصت المادة الثالثة من قانون المخدرات والمؤثرات العقلية على «حظر استيراد أي مادة من المواد المخدرة أو المؤثرات العقلية أو تصديرها أو إدخالها إلى المملكة أو نقلها أو الاتجار بها أو إنتاجها أو صنعها أو تملكها أو حيازتها أو إحرازها أو بيعها أو شراؤها أو تسليمها أو تسلمها أو صرفها أو التبادل بها أو التنازل عنها بأي صفة كانت أو التوسط في عملية من تلك العمليات إلا إذا كانت للأغراض الطبية أو العلمية بمقتضى ترخيص خطي من الوزير وفي الأحوال والشروط المنصوص عليها في التشريعات المعمول بها».

## العقوبة
تعاقب السلطات الأردنية بعقوبتين على حيازة وتجارة وتعاطي المواد المخدرة: إما السجن أو الإعدام. فبحسب نص المادة رقم 8 من القانون: فيعاقب بالأشغال الشاقة لمدة لا تقل عن خمس عشرة سنة وبغرامة لا تقل عن عشرة آلاف دينار (14,000 دولار أمريكي) ولا تزيد على عشرين ألف دينار كل من أقدم على أي فعل من الأفعال التالية بقصد الاتجار وهي إنتاج أو تصنيع أية مادة مخدرة أو مؤثرات عقلية أو استيراد أو تصدير أو تخزين. أو زراعة أي نبات من النباتات التي ينتج عنها أي مواد مخدرة أو مؤثرات عقلية أو استورد أو صدر مثل تلك النباتات أو تعامل أو تداول بها بأي صورة من الصور بما في ذلك حيازتها أو إحرازها أو شراؤها أو بيعها أو تسلمها أو تسليمها أو نقلها أو خزنها وذلك في أي طور من أطوار نموها أو الحالة التي تكون عليها.
بينما تطبق عقوبة الإعدام في حالات عديدة منها التكرار أو إذا كان الجاني من الموظفين أو المستخدمين أو العاملين المنوط بهم مكافحة الجرائم المتعلقة بالمواد المخدرة أو المؤثرات العقلية أو القيام بأعمال الرقابة أو إذا ارتكب الجاني أي جريمة من تلك الجرائم بالاشتراك مع قاصر أو استخدم قاصراً في ارتكابها.

## تاريخ
في منتصف القرن العشرين، تمت الإشارة إلى الأردن (إمارة شرق الأردن آن ذاك) على أنه طريق تهريب، يحمل الحشيش من تركيا وإيران ولبنان وسوريا إلى مصر. في عام 1937 كان مجموع المخدرات في الأردن 6 كيلوجرام فقط من الحشيش. تقول «جوليا بوكستون» كبيرة مسؤولي الأبحاث في المرصد العالمي لسياسات المخدرات في كتابها "The Politics of Narcotic Drugs: A Survey" أن الشريف ناصر بن جميل متورط بشكل موثوق في تهريب القنب الهندي. 

## إحصائيات
بحسب ما ذكره مدير إدارة مكافحة المخدرات في الأردن العميد أنور الطروانة فإن عدد تجار المخدرات في الأردن يبلغ حوالي 3 الاف تاجر ويتم متابعتهم وتحويلهم للجهات القضائية المختصة. وذكر أيضا ان إدارة مكافحة المخدرات تعاملت في سنة 2019 مع 19 الف و500 قضية مخدرات منها 16 الف قضية تعاطي و3 الاف و140 اتجار، مشيرا إلى ان مركز المعالجة التابع للإدارة راجعه 1580 متعاطي وصلت نسبة علاجهم 85%.